# Giuseppe Bergman
Giuseppe Bergman è un personaggio immaginario ideato da Milo Manara nel 1978 e protagonista di una serie di storie a fumetti, pubblicate per la prima volta in Francia nel ciclo di storie note come HP e Giuseppe Bergman.

## Trama
Il personaggio viene incaricato da un misterioso produttore cinematografico di andare in giro per il mondo, affiancato inizialmente da H.P., un personaggio con le fattezze di Hugo Pratt, per vivere mirabolanti avventure che verranno sempre riprese da telecamere nascoste allo scopo di produrre filmati per un pubblico di annoiati, in modo che possano evadere dalla realtà quotidiana senza però allontanarsi troppo dalla sicurezza di casa propria.

## Storia editoriale
Il personaggio esordì nel 1978 sulla rivista francese À Suivre con il primo episodio della serie HP e Giuseppe Bergman; nel 1980 viene pubblicato anche in Italia sul primo numero della rivista Totem. Il secondo ciclo di storie, Le Avventure Africane di Giuseppe Bergman, verrà pubblicata nel 1980, sulla rivista Comic Art, serializzato tra il 1980 e il 1982; il ciclo è un lungo racconto composto da nove capitoli. Nel 1988 Milano Libri pubblica "Sognare forse... (le avventure orientali di Giuseppe Bergman)" e nel 1999 Mondadori pubblica "A riveder le stelle, le avventure metropolitane di Giuseppe Bergman". L'intera produzione venne raccolta in un unico volume, Tutte le avventure di Giuseppe Bergman, pubblicato nel 2012 da Mondadori.

## Volumi
- H.P. e Giuseppe Bergman (1978)
- Un autore in cerca di sei personaggi (1980)
- Dies Irae (Le avventure africane di Giuseppe Bergman) (1982)
- Sognare forse... (Le avventure orientali di Giuseppe Bergman) (1988)
- A riveder le stelle (Le avventure metropolitane di Giuseppe Bergman) (1999)
- L'odissea di Bergman (2004)